# Prinz-Carl-Palais (Darmstadt)

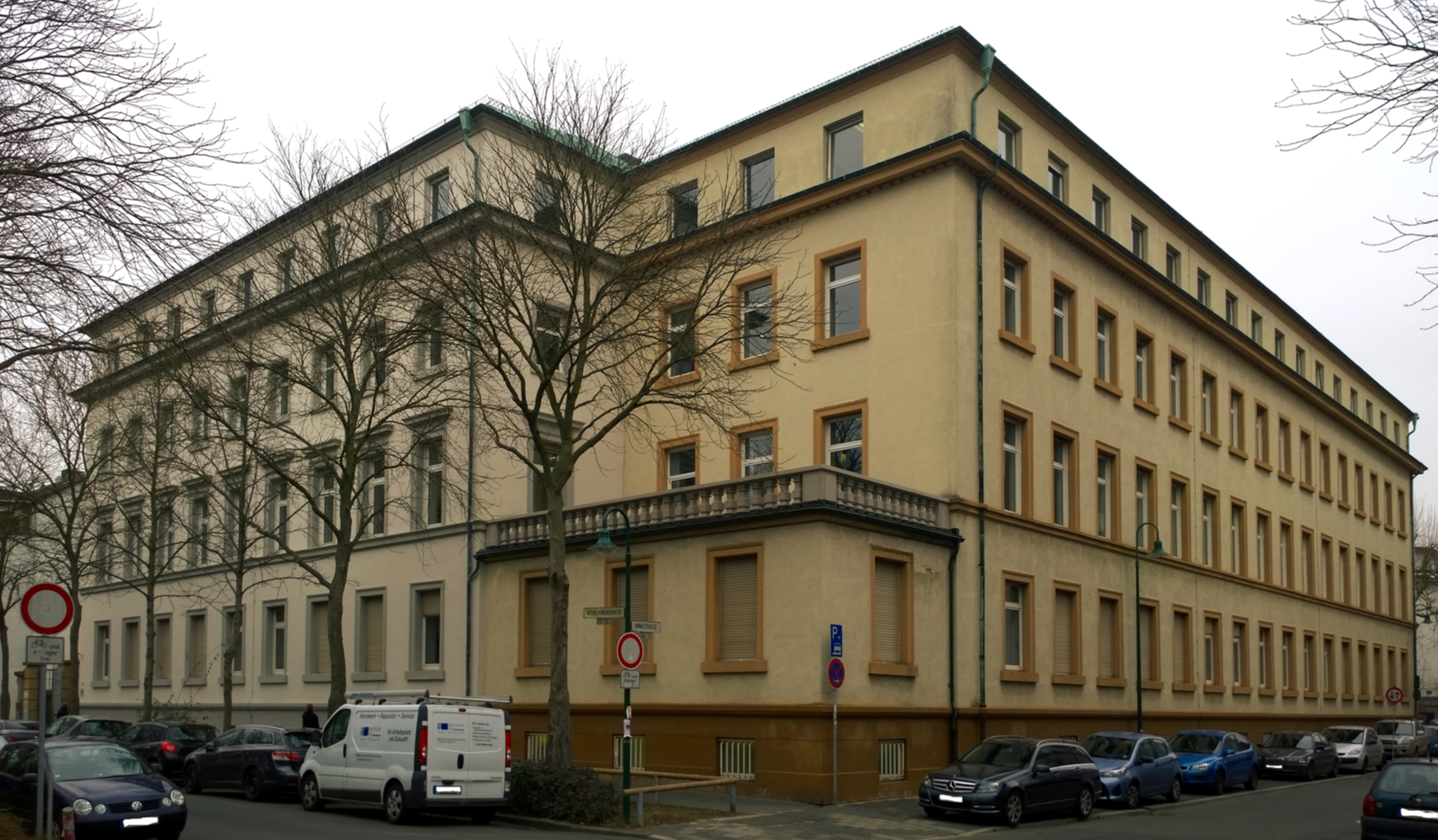
Das Prinz Carl Palais heute – Straßenansicht

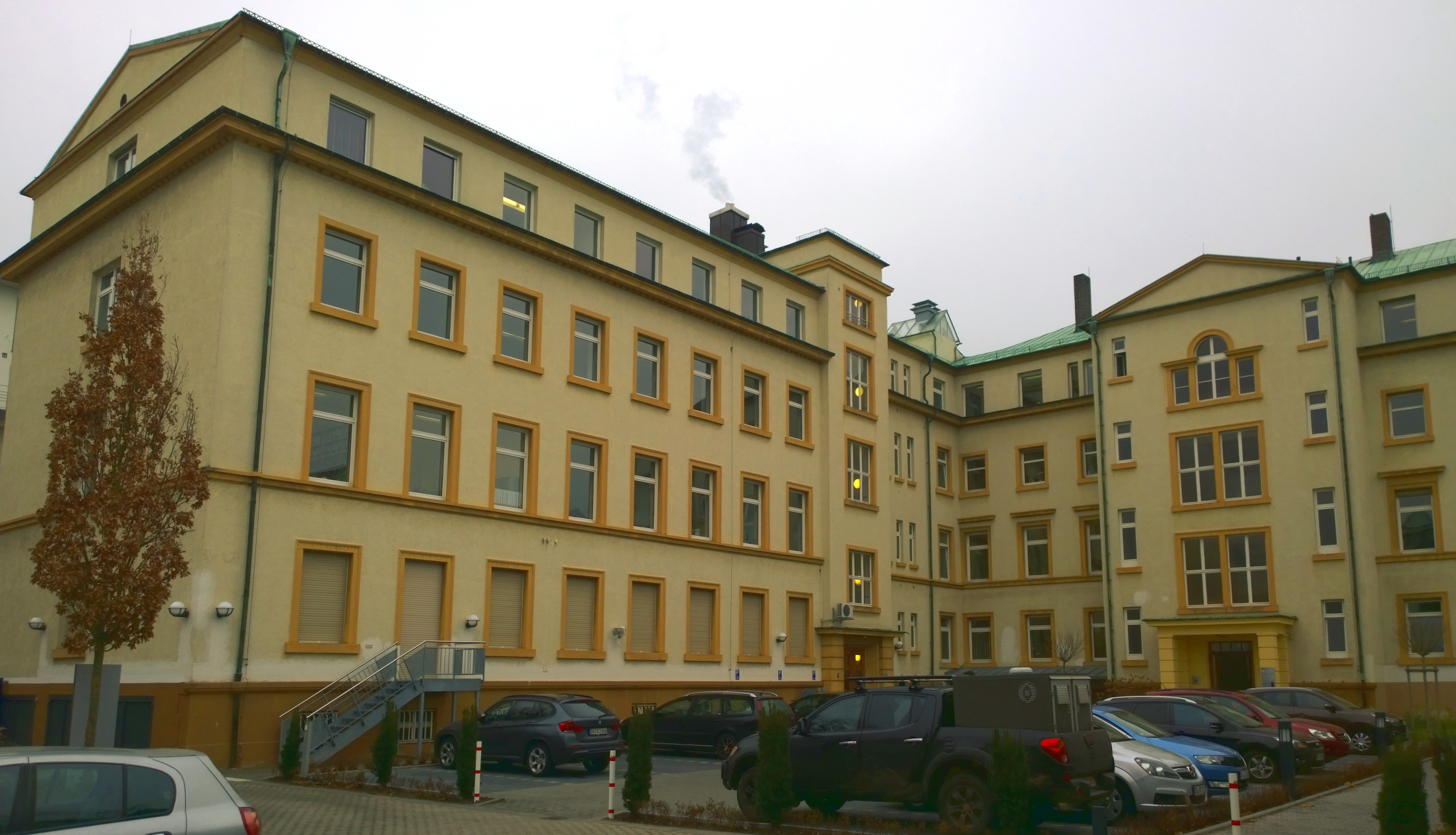
Innenhofansicht

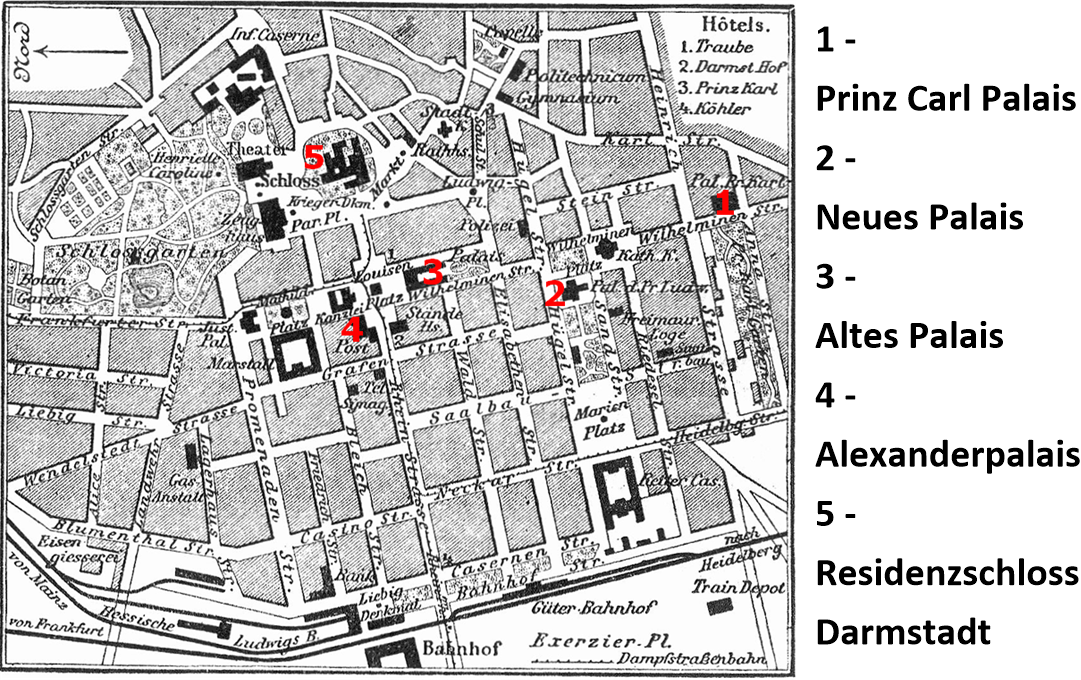
Die Lage des Palais um 1888

Das Prinz-Carl-Palais war ein Stadtpalais des Großherzogtums Hessen und ist seit 1900 Sitz der Landesversicherungsanstalt (Deutsche Rentenversicherung Hessen) in Darmstadt-Bessungen, Wilhelminenstraße 34. Es befand sich zur Bauzeit südlich des Zentrums Darmstadts, wenige Hundert Meter vom Neuen Palais entfernt, aber schon auf damaliger Bessunger Gemarkung.

## Geschichte
Das klassizistische Stadtpalais wurde für den zweiten Sohn des Großherzogs Ludwig II. von Hessen und bei Rhein (Hessen-Darmstadt), Prinz Karl Wilhelm Ludwig von Hessen und bei Rhein für sich und seine Gemahlin, der preußischen Prinzessin Marie Elisabeth Karoline Viktoria von Preußen, durch Georg Moller von 1834 bis 1836 als Stadtresidenz erbaut. Nach ihrer Prinzen-Hochzeit am 22. Oktober 1836 in Berlin konnten sie bei ihrer Rückkehr nach Darmstadt das neuerbaute Palais beziehen. Elisabeths Erbe entstammte die berühmte Darmstädter Madonna. Zum Einzug des Prinzenpaares in Darmstadt gehörte neben der aufgeführten Oper Johann von Paris auch eine große Redoute, ein Maskenball für 2500 Personen aller Stände und Klassen im Darmstädter Hoftheater.
1862 war das Palais Endpunkt des Hochzeitszuges vom Darmstädter Bahnhof zum väterlichen Palais nach der in England erfolgten Hochzeit des späteren hessischen Großherzogs und Sohn Karls, Friedrich Wilhelm Ludwig IV. Karl von Hessen und bei Rhein, mit der Prinzessin und zweiten Tochter der englischen Königin Victoria, Alice Maud Mary von Großbritannien und Irland, und deren Rückkehr nach Darmstadt.

## Baubeschreibung
Am ursprünglich dreigeschossigem, neunachsigen Palais mit abgesetzter Attika, und sich darin befindlichen kleinen leicht ovalen Dachfenstern und einem heute verkupfertem Walmdach, wurde später der Attika-Bereich als Dach- und viertes Geschoss ausgebaut. Der ursprüngliche Baukörper wurde später mit dem rechtwinklig anstoßendem Bau im Kreuzungsbereich zur heutigen Annastraße durch einen eingeschossigen Vorbau mit Balustrade verbunden. Der sechzehnachsige symmetrische Bau entlang der Annastraße weist ebenso einen Absatz zwischen Erdgeschoss und erstem Stock auf, wie das ursprüngliche Palais. Im Osten als Satteldach, ist es im Winkel ebenfalls als Walmdach ausgebildet. Im Innenhof haben beide Baukörper separate Eingänge. Der Eingang des ehemaligen Stadtpalais ist ein dreireihiger Mittelrisalit, die mittlere Fensterfront wurde als Doppelfenster ausgebildet. Sehenswert ist die breite marmorne Innentreppe in strenger Bauausführung, die dem späteren Bauhausstil gleicht.
Bekanntester Raum des Stadtpalais war das sogenannte „Blaue Zimmer der Prinzessin Elisabeth“, das im Biedermeier Stil eingerichtet und mit blauen Tapeten versehen war.
Mehrfach umgebaut, wurde die letzte umfassende Änderung 1927 vom Architekt Peter Müller umgesetzt. Das ehemalige Stadtpalais ist heute ein Baudenkmal nach dem Hessischen Denkmalschutzgesetz.

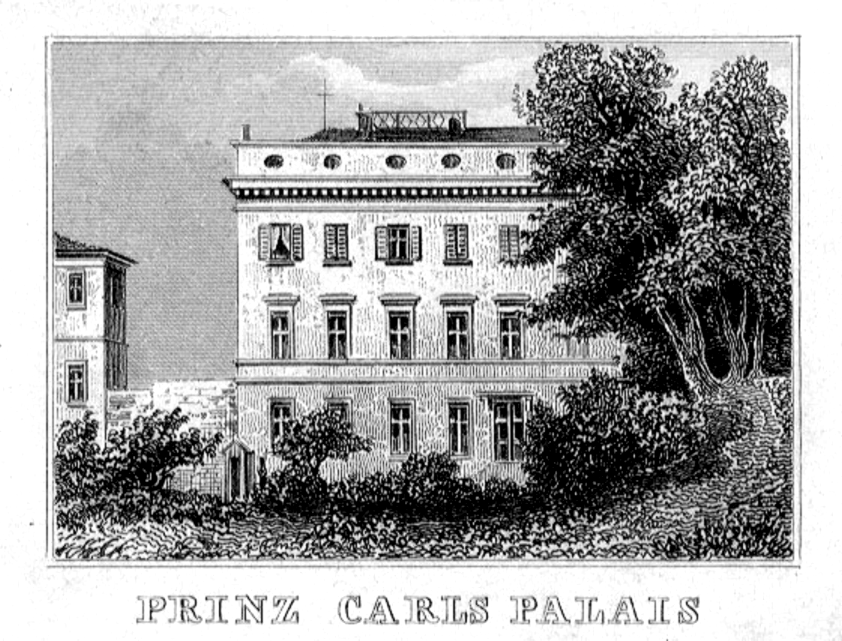
Stahlstich von 1849
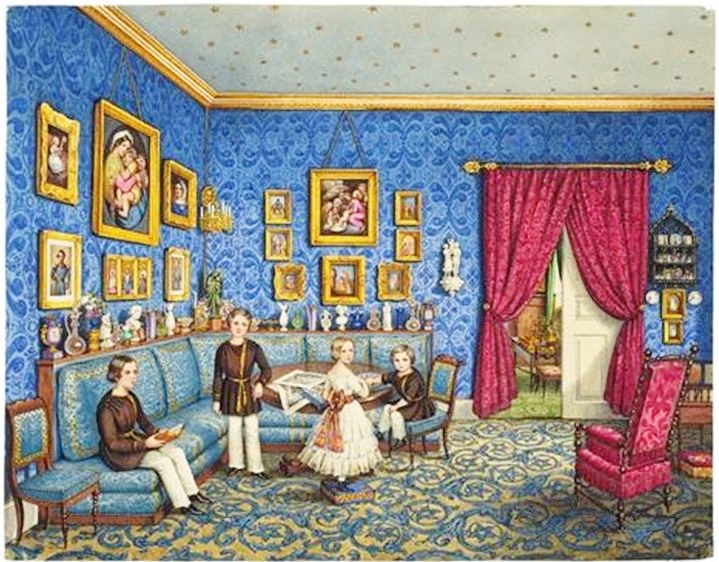
Das Blaue Zimmer